# Román Riaza
Román Riaza Martínez-Osorio (Algeciras, 1899-Paracuellos de Jarama, 1936) fue un jurista y profesor español.

## Biografía
Hijo de Joaquín Riaza Aleverque y Consuelo Martínez-Osorio y Rivero, nació el 15 de marzo de 1899 en la localidad gaditana de Algeciras. Completó el bachiller en el instituto Cisneros de Madrid en 1913. En la Universidad Central se licenció en Derecho con premio extraordinario (1919). Se doctoró con la tesis titulada La interpretación de las leyes y la doctrina de Francisco Suárez. El tribunal compuesto por Rafael Ureña (presidente), Clemente de Diego, Ramón de Orúe, Emilio Miñana (secretario) y otro vocal no identificable le otorgó la calificación de sobresaliente.
Por R. O. de 29 de diciembre de 1922 fue nombrado para la auxiliaría temporal de “Historia de la Literatura Jurídica Española”. Dicha cátedras se hallaba vacante por jubilación de Ureña desde el 3 de febrero de 1922. Por R. O. de 20 de marzo de 1923 fue encargado interinamente del desempeña de la cátedra. En 1926 fue designado catedrático por oposición de “Historia del Derecho Español” en la Universidad de La Laguna. Único opositor, fue propuesto unánimemente por un tribunal compuesto por Felipe Clemente de Diego (presidente), Rafael Ureña, Laureano Díez-Canseco, Juan Salvador Minguijón y Galo Sánchez (secretario). Excedente de esta plaza continuó como auxiliar de “Historia de la Literatura Jurídica” hasta la supresión de la cátedra con las reformas del doctorado (1930). Firmó instancia para varias oposiciones de la Universidad Central, pero no practicó los ejercicios. Fue auxiliar temporal de la facultad de Derecho en 1931. En 1933 fue encargado de la cátedra de “Historia del Derecho Internacional” por jubilación de Joaquín Fernández Prida.
Otros cargos que ocupó fueron los de oficial del Cuerpo General de Hacienda Pública (1918), categoría de oficial quinto, y jefe de Administración Civil de tercera clase, además de auxiliar de segunda clase de la Comisión de Gobierno interior (1921). Ingresó por oposición en el Cuerpo Jurídico Militar, con destino en África, y formó parte del grupo de estudiantes que impulsaron la publicación de la revista Filosofía y Letras (1915-1920). Fue también letrado del Congreso de los Diputados, secretario general interino de la Universidad Central (1934) y subsecretario del Ministerio de Instrucción Pública y Bellas Artes (1935). Fue redactor del Anuario de Historia del Derecho Español y colaboró con la Revista de Ciencias Jurídicas y Sociales de la facultad de Derecho de la Universidad Central. La Real Academia de la Historia le encargó la continuación de la edición y publicación del Fuero de Cuenca (1935).
Riaza, que contrajo matrimonio con María de Villota Díez de Presilla y Gutiérrez Solana, murió asesinado en Paracuellos de Jarama en 1936, al comienzo de la Guerra Civil (véase Matanzas de Paracuellos).

## Obras
- "El derecho penal de las Partidas", en Trabajos del Seminario de Derecho penal, Museo-Laboratorio jurídico, Madrid, Reus, 1922.[1]
- La interpretación de las leyes y la doctrina de Francisco Suárez, Madrid, Revista de Archivos, Bibliotecas y Museos, 1925.[1]
- "La escuela española de Derecho natural", conferencia pronunciada en la Academia de Jurisprudencia y Legislación de Madrid, Universidad. Revista de Cultura y Vida Universitaria (1925).[1]
- Historia de la Literatura Jurídica Española, Notas de un Curso, Madrid, 1930.[1]
- “Don Rafael de Ureña y Smenjaud (1852-1930)”, en AHDE 7 (1930), 552-556.[1]
- “Las Partidas y los Libri feudorum”, en AHDE 10 (1933), 5-18.[1]
- Las ideas políticas y su significación dentro de la obra científica de Martínez Marina, Madrid, Tipografía de Archivos, 1934.[1]
- Manual de Historia del Derecho Español, Madrid, Victoriano Suárez, 1934-1935 (en colaboración con Alfonso García-Gallo).[1]